# Pulau Gambar
Pulau Gambar is een bestuurslaag in het regentschap Serdang Bedagai van de provincie Noord-Sumatra, Indonesië. Pulau Gambar telt 7076 inwoners (volkstelling 2010).